# Планкет, Теренс, 6-й барон Планкет
Теренс Конингэм Планкет, 6-й барон Планкет (англ. Terence Conyngham Plunket, 6th Baron Plunket; 12 июля 1889 — 24 февраля 1938) — британский лорд.

## Биография
Сын Уильяма Ли Планкета, 5-го барона Планкета из Ньютона и леди Виктории Александрины Гамильтон-Темпл-Блэквуд. Титул унаследовал после смерти отца 24 января 1920 года. Окончил Веллингтонский колледж и королевский колледж в Сандхерсте, служил в Стрелковой бригаде британских войск во время Первой мировой войны в 1918 году.
4 декабря 1922 года женился на Дороти Мэйбл Барнато (в девичестве Льюис), вдове капитана Джека Барнато, незаконнорождённой дочери актрисы Фанни Уорд и маркиза Лондондерри Чарльза Вейн-Темпест-Стюарта. В браке родились трое сыновей: Патрик, Робин и Шон.
Теренс Планкет и его жена прибыли в Голливуд 11 февраля 1938 года, где Планкет договорился об аренде особняка актёра Уильяма Хэйнса. 24 февраля Планкет и его супруга вместе с Джеймсом Лоуренсом, сыном сэра Уолтера Лоуренса из Лондона, отправились на частном самолёте по приглашению Уильяма Херста к его ранчо Хёрст-Касл в Сан-Симеоне. Из-за густого тумана пилот не заметил, что самолёт слишком быстро снижается: в итоге машина ударилась о землю крылом и затем загорелась. В результате трагедии погибли и барон Планкет, и его жена. Выжил только Лоуренс, которого выбросило из самолёта. Он получил ожоги и перелом лодыжки.
Детей 6-го барона Планкета воспитывала его сестра, почтенная Хелен Родес, вместе с супругом Артуром Таху Родесом.